# Emanuel Scharfenberg

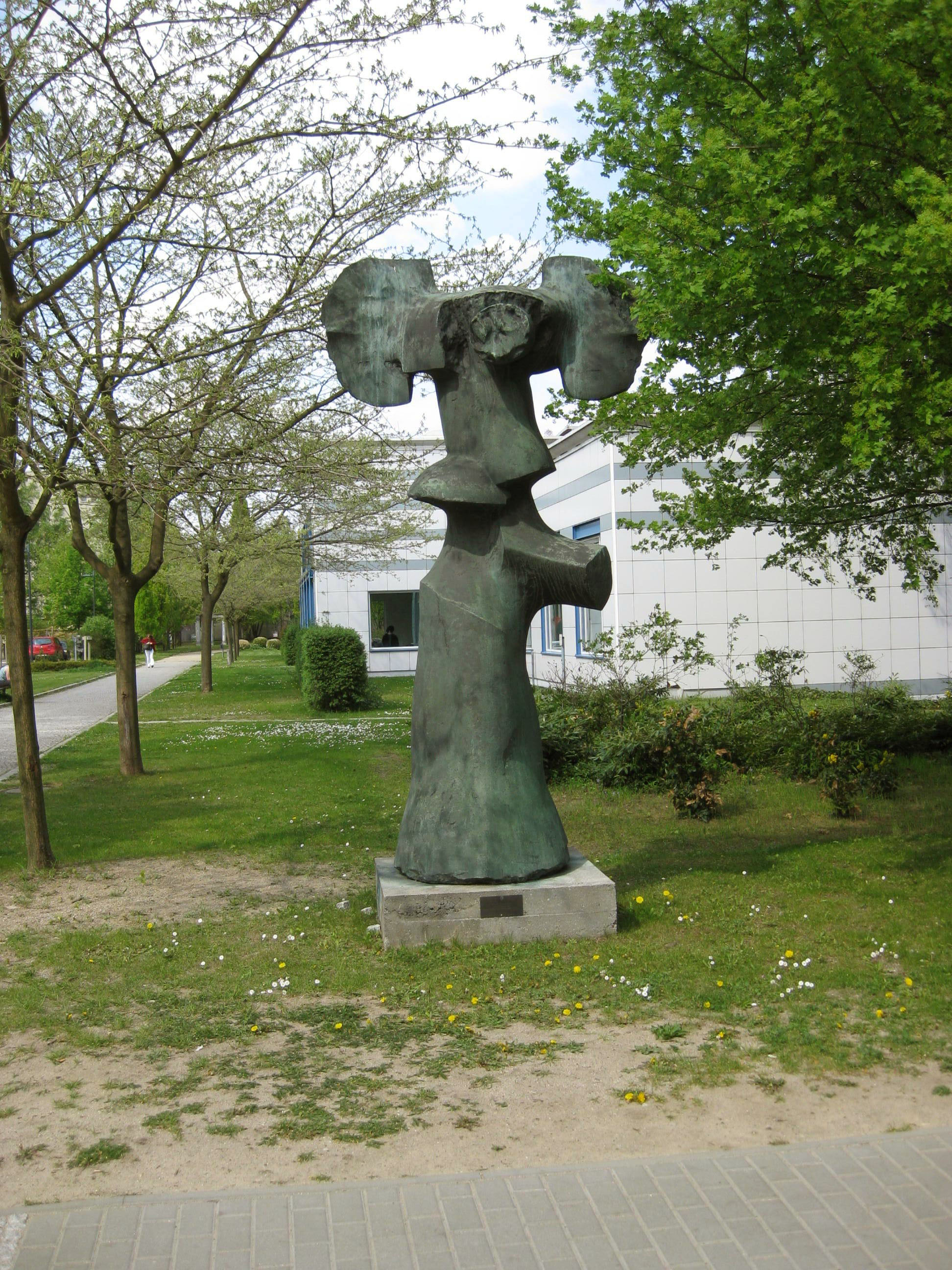
Elefantenbaum in Berlijn

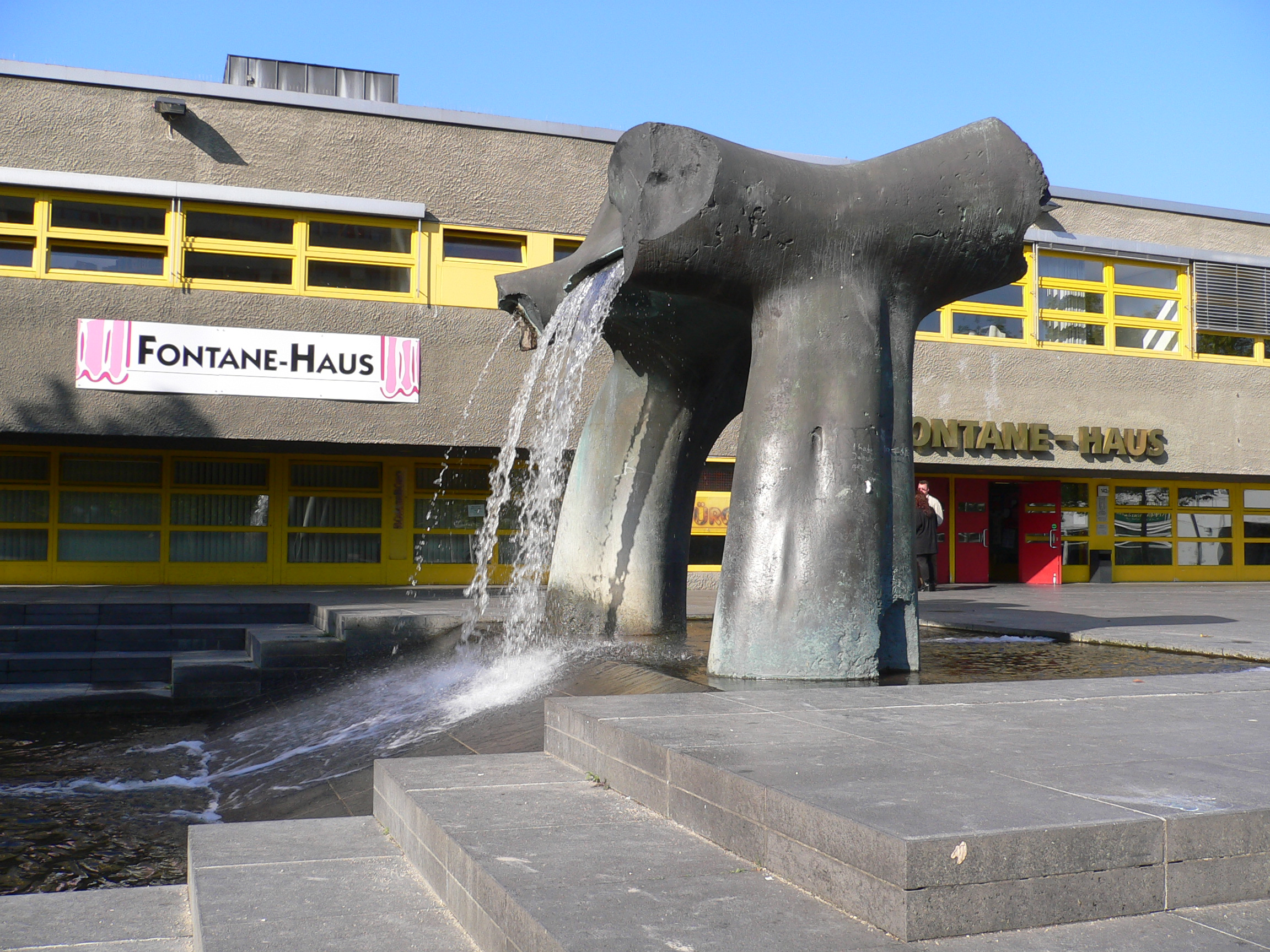
Fontanebogen in Berlijn

Emanuel Scharfenberg (Liberec, 27 juli 1932 – Berlijn, 30 juli 2006) was een Duitse beeldhouwer.

## Leven en werk
Scharfenberg groeide op in Liberec (Reichenberg in de Reichsgau Sudetenland in het Reuzengebergte op de grens van Polen en Tsjechië), waar destijds een grote meerderheid van Sudeten-Duitsers woonde. In 1945 vluchtte Emanuel Scharfenberg met moeder en zus voor de komst van het Russische Leger naar Duitsland, waar zij zich in Erfurt vestigden. In 1947 startte hij een opleiding als houtbeeldhouwer en in 1949 zette hij deze opleiding voort aan de Staatliche Holzbildhauer-Fachschule in Empfertshausen. In 1951 ging hij beeldhouwkunst studeren, maar als Meisterschüler brak hij de studie af en verhuisde naar Berlijn. Hij studeerde daar verder aan de Hochschule der Künste, maar studeerde af in de studierichting kunstnijverheid. In 1955 behaalde hij alsnog het staatsdiploma Meister in de beeldhouwkunst.
Gedurende 25 jaar voorzag Scharfenberg in zijn levensonderhoud door als restaurator in Slot Charlottenburg te werken. Het is voor beeldhouwers niet ongewoon te kunnen terugvallen op restauratiewerk in openbare gebouwen. Hij werkte in Slot Charlottenburg dan ook met gerenommeerde beeldhouwers samen, als Günter Anlauf, Karl Bobek, Joachim Dunkel, Harald Haacke en Katharina Szelinski-Singer. Zijn werk bestond voornamelijk uit restauratie- en reconstructiewerk van barok- en rococo-houtsnijwerk in de oostelijke Knobelsdorffvleugel. In 1980 werd een expositie georganiseerd in Galerie im Kloster Cismar in Sleeswijk-Holstein: Berliner Bildhauer aus dem Schloss Charlottenburg stellen aus van het werk van de zes kunstenaars.
In 1994 was Scharfenberg een der mededingers voor het ontwerp van een Denkmal für die ermorderten Juden Europas in Berlijn, het Holocaustmonument. Hij diende een ontwerp in met Fissler Ernst Architekten.
Scharfenberg was in 2004 verantwoordelijk voor de bronzen kubus, de Große DAI Preis für Baukultur des Verbandes Deutscher Architekten- und Ingenieurvereine e.V., die in 2008 werd verleend aan de Britse architect Norman Foster.
Scharfenberg was lid van de kunstenaarsgroeperingen Gruppe Plastik 71 en Fabrik K19 (tentoonstellingsruimte aan de Klausener Platz 19).

## Werken (selectie)
- Weiße Ehe, 1977, Berlin-Ruhleben
- Extension (1979), Erfurter Straße in Berlijn
- Elefantenbaum (1981), Skulpturengarten AVK in Berlijn
- Wasserpilz (1984), Leon-Jessel-Platz in Berlin-Wilmersdorf
- Elementenblock - bronzen fontein (1983/87), Bismarckplatz in Berlin-Grunewald
- Bodenskulptur-Environment (1983/90), Einsteinufer in Berlijn
- Fontanebogen - bronzen fontein (1992)[4], Marktplatz in Berlijn
- Gedenkteken voor Magnus Hirschfeld - ontwerp van August Jäkel (1995), Otto-Suhr-Allee in Berlin-Charlottenburg
- Gedenktafel für Hermann Sudermann und Rolf Lauckner met reliëfportret van Sudermann, Bettinastraße 3 in Berlin-Grunewald

- Gemeinsame Normdatei: 1224427777
- Virtual International Authority File: 327161030912823920007